# Spaßpartei für Deutschland
Die Spaßpartei für Deutschland (Kurzbezeichnung: SPASSPARTEI) wurde am 2. Februar 2002 in Magdeburg gegründet. Sie ist der Ansicht, dass die Deutschen im Ausland vor allem „als jammernde Verdienst-, Kredit- und Spendenquelle“ angesehen werden. Dem will sie eigenen Angaben zufolge entgegentreten.
So fordert sie z. B. die Schaffung eines einmal jährlich stattfindenden neuen Feiertags, dem Spaßtag, an dem alle Badeseen, Schwimm- und Freibäder kostenlos geöffnet haben. 
Bei der Landtagswahl von Sachsen-Anhalt am 21. April 2002 erhielt sie 0,7 %, ebenso am 22. September 2002 in Mecklenburg-Vorpommern.
Der Vorstandsvorsitzende des Landesverbandes Mecklenburg-Vorpommern Frank-Andreas Jütte ist im Dezember 2006 aus der Partei ausgetreten.
Die Partei ist seit August 2007 nicht mehr aktiv.